# Amaury Nolasco
Amaury Nolasco Garrido (Puerto Rico, 24 de desembre de 1970), més conegut com Amaury Nolasco és un actor porto-riqueny, conegut pel paper de Fernando Sucre a la sèrie televisiva Prison Break (2005-2008 i 2017), i pel seu paper a Transformers. En 2012 va protagonitzar la sèrie de televisió de la ABC Work It la qual va ser cancel·lada durant la seva primera temporada. També és recordat pel seu paper en 2 Fast 2 Furious.

## Biografia
Nolasco, fill de la tecnòloga mèdica dominicana Camelia Garrido i del ginecòleg dominicà Ángel Nolasco, va néixer a Puerto Rico. Va estudiar biologia en la Universitat de Puerto Rico. Al principi no pensava ser actor però quan es va traslladar a Nova York es va fer partícip de la American British Dramatic Arts School. Allí es va entrenar en drames de Shakespeare i va perfeccionar la seva tècnica dialèctica i la seva presència en l'escenari. Al poc temps d'estar a Nova York, es va traslladar a Califòrnia, on viu actualment.

## Carrera
En la seva carrera ha tingut l'oportunitat de participar a diverses sèries televisives com Arli$$, CSI: Las Vegas, ER i CSI: NY, entre altres. Alguns dels papers que ho van portar a la fama dins de la indústria del cinema van ser en Brother de Takeshi Kitano, juntament amb el de Orange Julius en la pel·lícula 2 Fast 2 Furious.
Des de 2005 Amaury va coprotagonitzar la reeixida sèrie estatunidenca Prison Break, on va interpretar a Fernando Sucre, un home hispà que escapa de presó a fi d'impedir que la dona que estima i que espera el seu bebè es casi amb un altre.
En 2007 va participar en la molt taquillera Transformers.
En 2008 Amaury va rodar la pel·lícula Street Kings interpretant a un policia anomenat Cosmo Santos. En aquest mateix any també va rodar la pel·lícula Max Payne interpretant a Jack Lupino. És la seva pel·lícula més important fins a la data.
El novembre de 2009, Nolasco va aparèixer al videoclip de Wisin & Yandel "Imagínate" amb T-Pain al costat de Wilmer Valderrama. Interpreta un mafiós gelós que assassina el personatge de Valderrama per haver-se ficat al llit amb la seva xicota. També apareix al videoclip de Calle 13 "La Perla".
El març de 2010, Nolasco va ser estrella convidada en tres episodis durant la segona temporada de Southland, com el detectiu Rene Cordero.
De setembre de 2010 a maig de 2011, va coprotagonitzar el programa de la NBC Chase, un programa d'una temporada sobre els Marshals dels Estats Units que persegueixen fugitius. Va protagonitzar la sèrie de televisió de curta durada ABC Work It que es va estrenar el 3 de gener de 2012.
Nolasco va aparèixer a la comèdia de situació Telenovela, com a Rodrigo Suárez, l'excèntric coprotagonista d'Ana Sofia que interpreta el dolent de la sèrie.

## Vida personal
Nolasco va començar a sortir amb Jennifer Morrison el 2009, i la relació, segons sembla, va durar tres anys.
Va ser partidari de la campanya presidencial de Barack Obama.
Per segon any consecutiu, Nolasco va ser l'amfitrió de l' Amaury Nolasco & Friends Golf Classic que va tenir lloc a l'Hotel El Conquistador de Fajardo, Puerto Rico del 10 al 11 de juny de 2011. L'«Amaury Nolasco & Friends Golf Classic» és un torneig de golf de famosos, on tots els beneficis es destinen a organitzacions porto-riquenyes sense ànim de lucre. Per a la segona temporada, els beneficis van anar a parar a l'Hospital Pediàtric de la Universitat de Puerto Rico i a la Fundació VAL (Vive Alegre Luchando), una organització que dóna finançament a pacients pediàtrics amb càncer.

## Filmografia
| Cinema | Cinema                 | Cinema                | Cinema |
| Any    | Títol                  | Personatge            |        |
| ------ | ---------------------- | --------------------- | ------ |
| 2000   | Brother                | Víctor                |        |
| 2002   | Final Breakdown        | Héctor Arturo         |        |
| 2003   | 2 Fast 2 Furious       | Orange Julius         |        |
| 2003   | The Librarians         | G-Man                 |        |
| 2004   | Mr. 3000               | Minadeo               |        |
| 2006   | The Benchwarmers       | Carlos                |        |
| 2007   | Transformers           | Figueroa              |        |
| 2008   | Street Kings           | Santos                |        |
| 2008   | Max Payne              | Jack Lupino           |        |
| 2009   | Armored                | Palmer                |        |
| 2011   | The Rum Diary          | Segurra               |        |
| 2013   | A Good Day to Die Hard | Murphy                |        |
| 2013   | El Teniente Amado      | Amado García Guerrero |        |
| 2014   | Venganza: In The Blood | Silvio Lugo           |        |
| 2014   | Animal                 | Douglas               |        |
| 2015   | 2 Hours 2 Vegas        | Damian Savage         |        |
| 2016   | Criminal               | Esteban Ruiza         |        |
| 2016   | Fate                   | Boss                  |        |
| 2018   | Locating Silver Lake   | Jose                  |        |
| 2018   | Edge of Fear           | Nick                  |        |
| 2018   | Speed Kills            | Agent Lopez           |        |
| 2019   | Jarhead: Law of Return | Gunny Sergeant        |        |
| 2021   | South of Heaven        | Manny                 |        |
| 2022   | The Valet              | Benny                 |        |
| 2024   | Lights Out             | Fosco                 |        |

| Televisió | Televisió                                   | Televisió                                  | Televisió |
| Any       | Títol                                       | Personatge                                 |           |
| --------- | ------------------------------------------- | ------------------------------------------ | --------- |
| 1999      | Arli$$                                      | Ivory Ortega                               |           |
| 1999      | Early Edition                               | Pedro Mendoza                              |           |
| 2000      | The Dukes of Hazzard: Hazzard in Hollywood! | Cypriano                                   |           |
| 2000      | The Huntress                                | Flaco Rosario                              |           |
| 2001      | CSI: Crime Scene Investigation              | Héctor Delgado                             |           |
| 2002      | ER                                          | Ricky                                      |           |
| 2003      | George Lopez                                | Joven Manny                                |           |
| 2004      | Eve                                         | Adrián                                     |           |
| 2005      | CSI: NY                                     | Rubén DeRosa                               |           |
| 2005–2009 | Prison Break                                | Fernando Sucre                             |           |
| 2007      | Mind of Mencia                              | Él mismo                                   |           |
| 2009      | CSI: Miami (Temporada 8, Episodi 7)         | Nathan Cole                                |           |
| 2010      | Southland                                   | Detective René Cordero                     |           |
| 2010      | Chase                                       | Marco Martínez                             |           |
| 2012      | Work It                                     | Ángel Ortiz                                |           |
| 2012-2016 | Rizzoli & Isles                             | Teniente Martínez                          |           |
| 2015      | Telenovela                                  |                                            |           |
| 2017      | Prison Break                                | Fernando Sucre                             |           |
| 2017      | Deception                                   | Mike Álvarez                               |           |
| 2019      | Power                                       | Rudolfo (Episodi: "Like Father, Like Son") |           |
| 2020–2024 | Hightown                                    | Frankie Cuevas Sr.                         |           |
| 2022      | 9-1-1: Lone Star                            | Morris (Episod: "Riddle of the Sphynx")    |           |
| 2024      | Land of Women                               | Kevin                                      |           |